# Zelwianka
Zelwianka (biał. Зaльвянка, ros. Зельвянка) – rzeka w zachodniej Białorusi (obwód grodzieński i brzeski), lewy dopływ Niemna w zlewisku Morza Bałtyckiego. Długość - 170 km, powierzchnia zlewni - 1940 km², średni przepływ u ujścia - 11 m³/s, minimalny - 0,46 m³/s (1969), maksymalny - 289 m³/s (1958), nachylenie - 0,4%. 
Źródła w południowej części Wysoczyzny Wołkowyskiej, przez którą w górnym odcinku się przełamuje, płynąc na północ. Zasila zelwiański zbiornik wodny, wypływa na Równinę Nadniemeńską i uchodzi do Niemna w mieście Mosty. Skanalizowana na długości 44,2 km w środkowym biegu. Dolina błotnista, szerokości do 2,5 km, koryto szerokości 15–20 m. Brzegi piaszczyste, strome. System melioracyjny.

## Historia
W czasie wojny polsko-rosyjskiej 1792 roku obroną mostu na Zelwiance wsławił się młody kapitan Józef Sułkowski.
W lutym 1919 roku, w czasie wojny polsko-bolszewickiej, rzeka Zelwianka stanowiła linię frontu pomiędzy oddziałami Wojska Polskiego pod dowództwem gen. Iwaszkiewicza i Armią Czerwoną.